# Муса, Мухаммад
 Мухаммад Муса (англ. Muhammad Musa; 20 ноября 1908 — 12 марта 1991) — генерал пакистанских вооружённых сил, занимал должность командующего сухопутными войсками Пакистана с 27 октября 1958 по 17 июня 1966 года.

## Биография
1 февраля 1935 года окончил с отличием Индийскую военную академию в городе Дехрадун. Служил во время Второй мировой войны в составе 6-го Королевского батальона и 13-го стрелкового полка пограничных войск Британской Индии, а после распада Британской Индии продолжил службу в пакистанской армии. После увольнения с военной службы Мухаммад Муса занимал должность губернатора бывшего Западного Пакистана (с 1966 по 1969 год) и губернатора провинции Белуджистан (с 1985 по 1991 год). Он умер в Кветте в должности губернатора Белуджистана в 1991 году.